# Ajā
Ajā es un distrito de la gobernación de Dacalia, Egipto. En julio de 2017 tenía una población estimada de 538 484 habitantes.
Se encuentra ubicado al norte del país, cerca de un ramal del Nilo denominado Damieta, en el delta del Nilo.